# Diocèse de Feldkirch
 (décembre 2021).
Si vous disposez d'ouvrages ou d'articles de référence ou si vous connaissez des sites web de qualité traitant du thème abordé ici, merci de compléter l'article en donnant les références utiles à sa vérifiabilité et en les liant à la section « Notes et références ».
Le diocèse de Feldkirch est une circonscription ecclésiastique de l'Église catholique en Autriche, dont le siège se trouve à la cathédrale Saint-Nicolas de Feldkirch. Il a été érigé en 1968 et est suffragant de l'archidiocèse de Salzbourg.

## Territoire
Le diocèse comprend tout l'État fédéral du Vorarlberg. Il est subdivisé en 125 paroisses et son siège se trouve à Feldkirch à la cathédrale Saint-Nicolas.

## Histoire
C'est le 8 décembre 1968  (fête de l'Immaculée Conception) qu'est érigé le diocèse de Feldkirch par la bulle Christi Caritas de Paul VI par division du diocèse d'Innsbruck-Feldkirch ; donnant naissance donc au diocèse de Feldkirch et au diocèse d'Innsbruck.
Jusqu'au début du XIXe siècle, la partie septentrionale du territoire de l'actuel diocèse faisait partie du diocèse de Constance et la partie méridionale du diocèse faisait partie du diocèse de Coire avec des portions mineures faisaient partie du diocèse d'Augsbourg. Ensuite ces territoires font partie du diocèse de Bressanone, et demeurent unis jusqu'à l'institution de l'administration apostolique d'Innsbruck-Feldkirch en 1921, presque trois ans après la fin de la Première Guerre mondiale et l'écroulement de l'Autriche-Hongrie.

## Ordinaires
- Bruno Wechner (9 décembre 1968 - 21 janvier 1989)
- Klaus Küng (21 janvier 1989 - 7 octobre 2004 nommé évêque de Sankt Pölten)
- Elmar Fischer (24 mai 2005 - 15 novembre 2011)
- Benno Elbs, depuis le 8 mai 2013